# Slottet Hallwyl

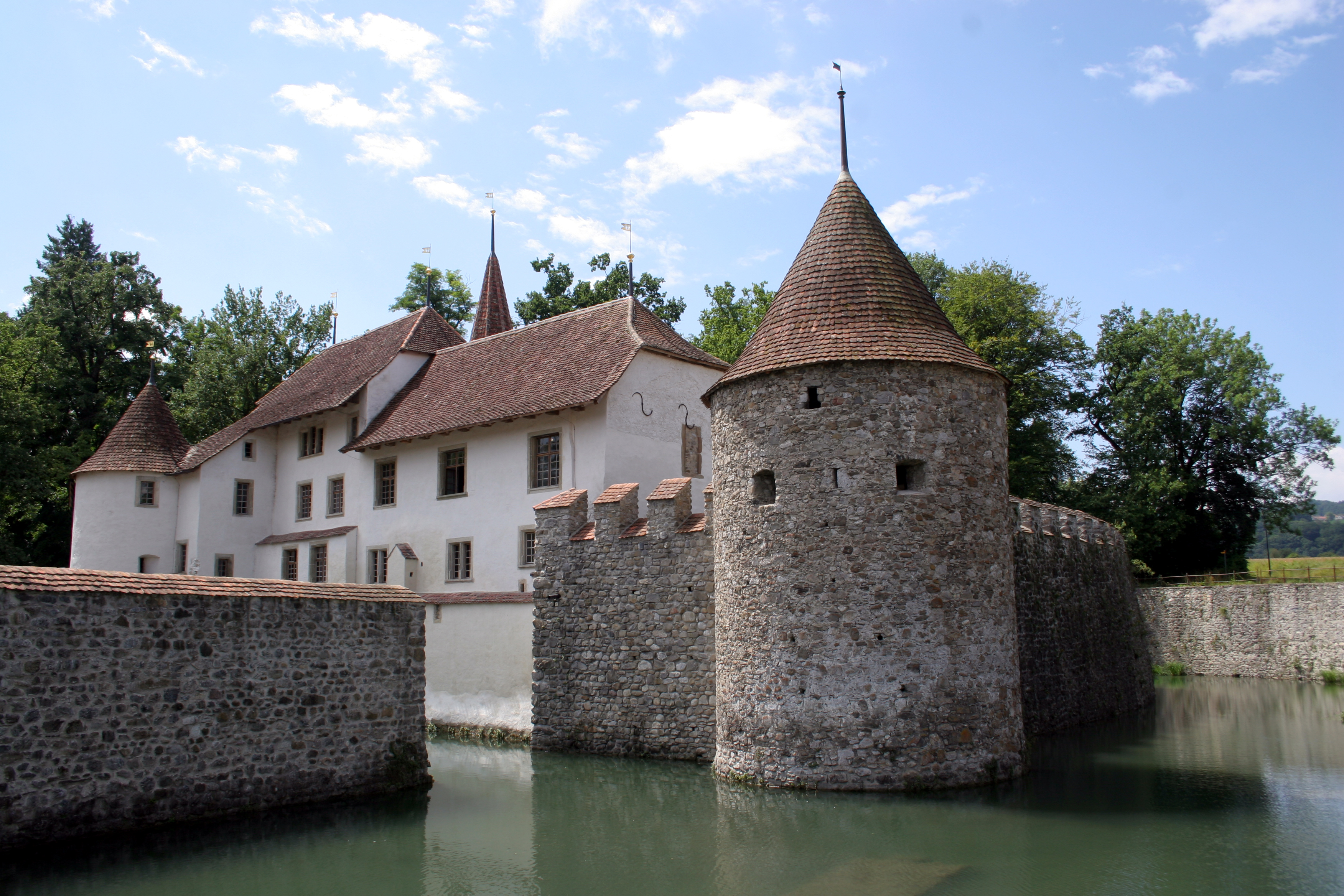
Slottet Hallwyl

Slottet Hallwyl (tyska: Schloss Hallwyl [halˈviːl]) är en schweizisk vallgravsomgärdad borg med anor från slutet av 1100-talet. Den är belägen på två öar i floden Aabach nära norra änden av sjön Hallwilersee i kommunen Seengen i kantonen Aargau. Slottet renoverades av dåvarande ägarna greveparet Wilhelmina och Walther von Hallwyl på 1910-talet. De lät också göra arkeologiska undersökningar under ledning av Nils Lithberg. De skänkte sedan slottet till schweiziska staten och det har varit öppet för allmänheten sedan 1925.

## Historia
Slottets första dokumenterade omnämnande är från 1256 och släkten Hallwyl som givit namn åt slottet nämns första gången i ett testamente skrivet 1167. Nils Lithberg daterade det till "karolingsk tid", vilket skulle innebära 700-900-talen men nyare undersökningar som gjorts tyder på att slottet grundades i slutet av 1100-talet.
Slottet grundades av ätten Hallwyl som också ägde omgivande mark och delar av sjön. Det bestod av ett bostadstorn med ett dike runt. År 1256 utökades tornet till ett kärntorn och diket gjordes om till en vallgrav. Det byggdes en mur runt tornet på ön som kom att kallas Hinter Insel, ungefär bakre ön, efter att den konstgjorda ön tillkommit under namnet Vorderen Insel, ungefär främre ön. På Vorderen Insel anlades bostäder och ekonomibyggnader omgärdade av en kurtin som band samman försvarstornen.
Slottet gick under namnet Ganerbenburg efter 1369 och när Aargau erövrades av gamla schweiziska Edsförbundet 1415 brändes det ner av trupper från Bern. Slottet byggdes omedelbart upp och expanderade. År 1500 tillkom två tureller och mellan åren 1579 och 1590 genomgick slottet en större allmän renovering.
Efter att ha försummats en längre tid byggdes slottet delvis om i nygotisk stil 1861 och mellan åren 1870 och 1874. Detta återställdes sedan vid renoveringarna 1914 som genomfördes av Wilhelmina von Hallwyl.
År 1925 bildades den stiftelse som tog över driften av slottet sedan det skänkts av Wilhelmina von Hallwyl. Sedan 1994 ägs det av kantonen Aargau. De lät genomföra utgrävningar mellan åren 1995 och 2003 vilka reviderade den svenska arkeologen Nils Lithbergs dateringar.

## Bildgalleri

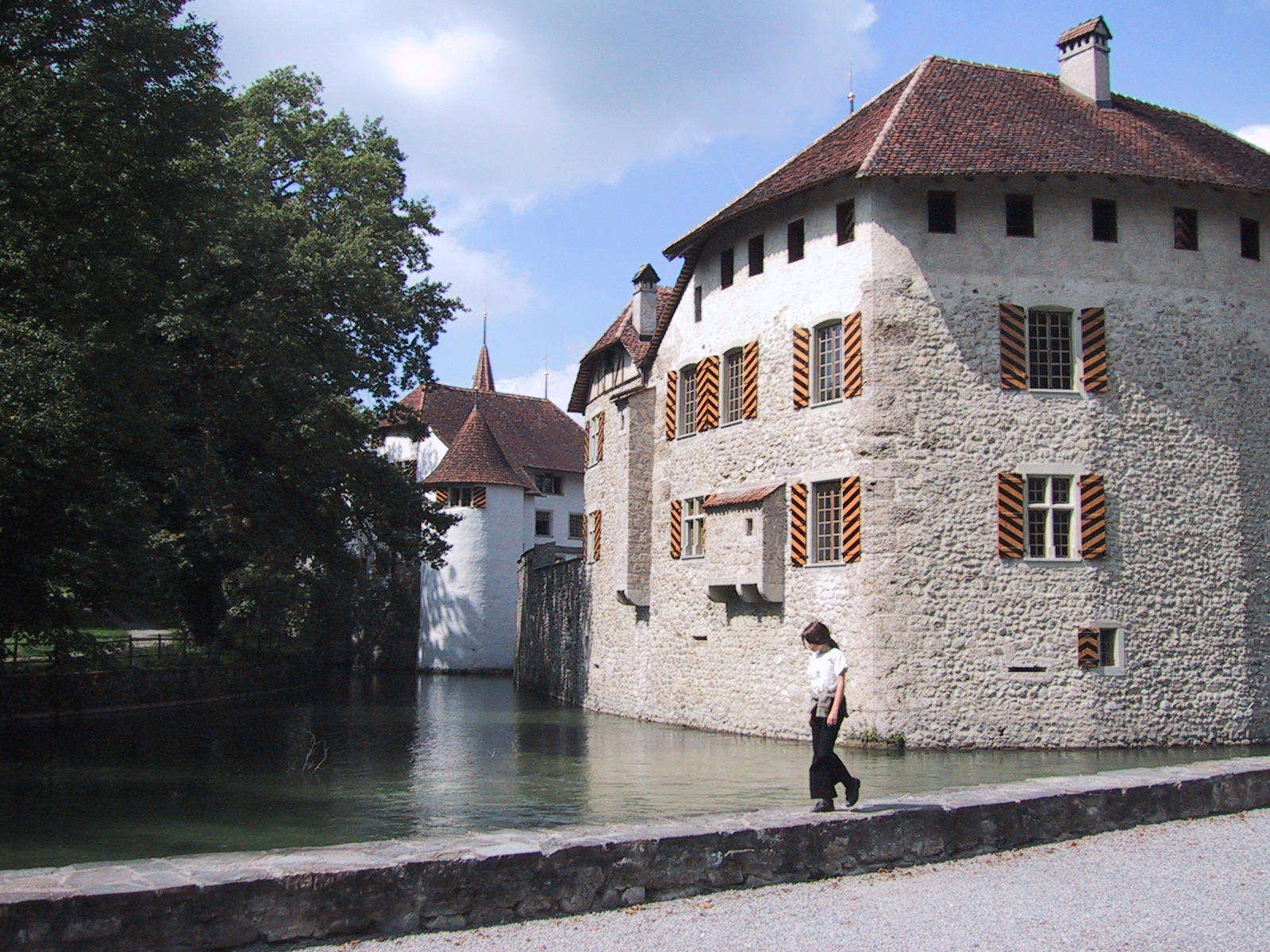
Bostadsbyggnad på Vorderen Insel
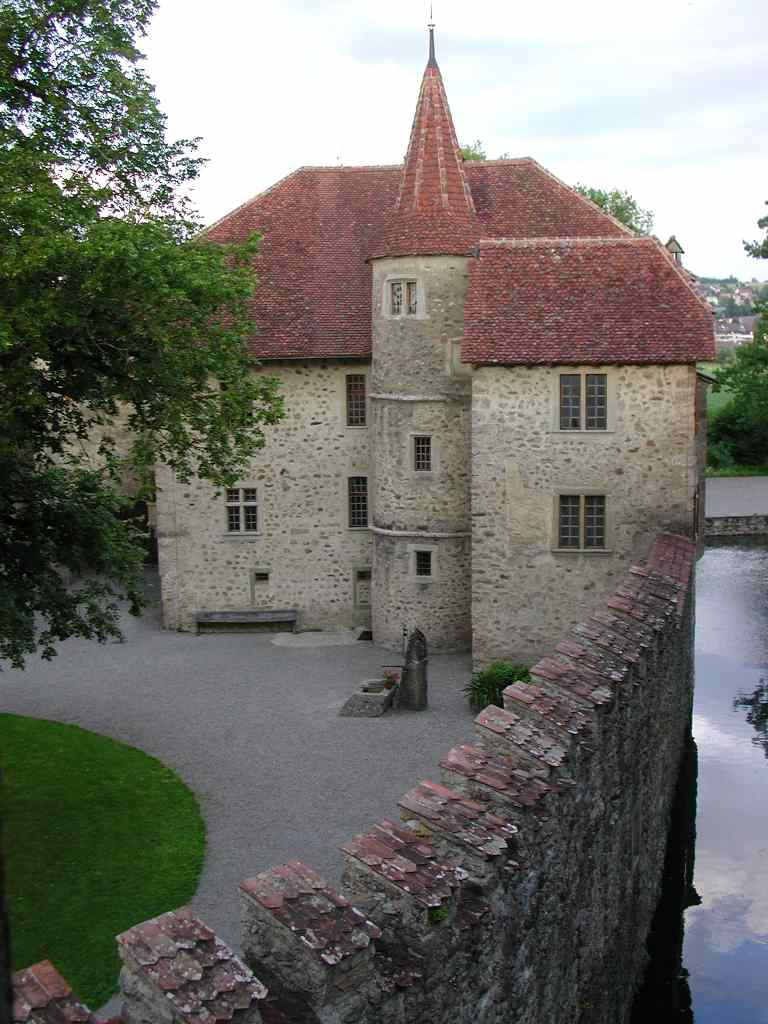
Bostadsbyggnad och inre borggården.
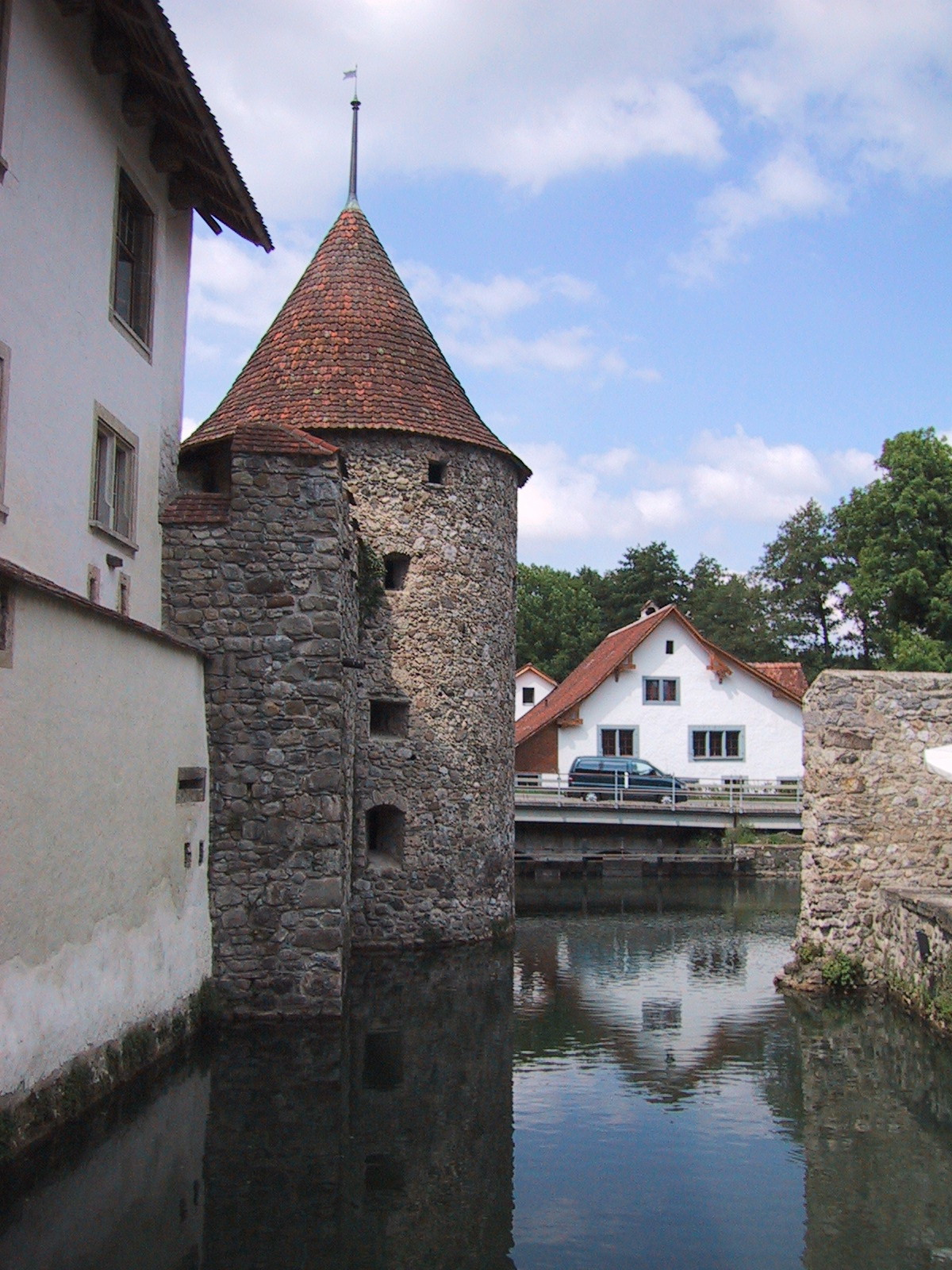
Försvarstorn, i bakgrunden slottets kvarn.
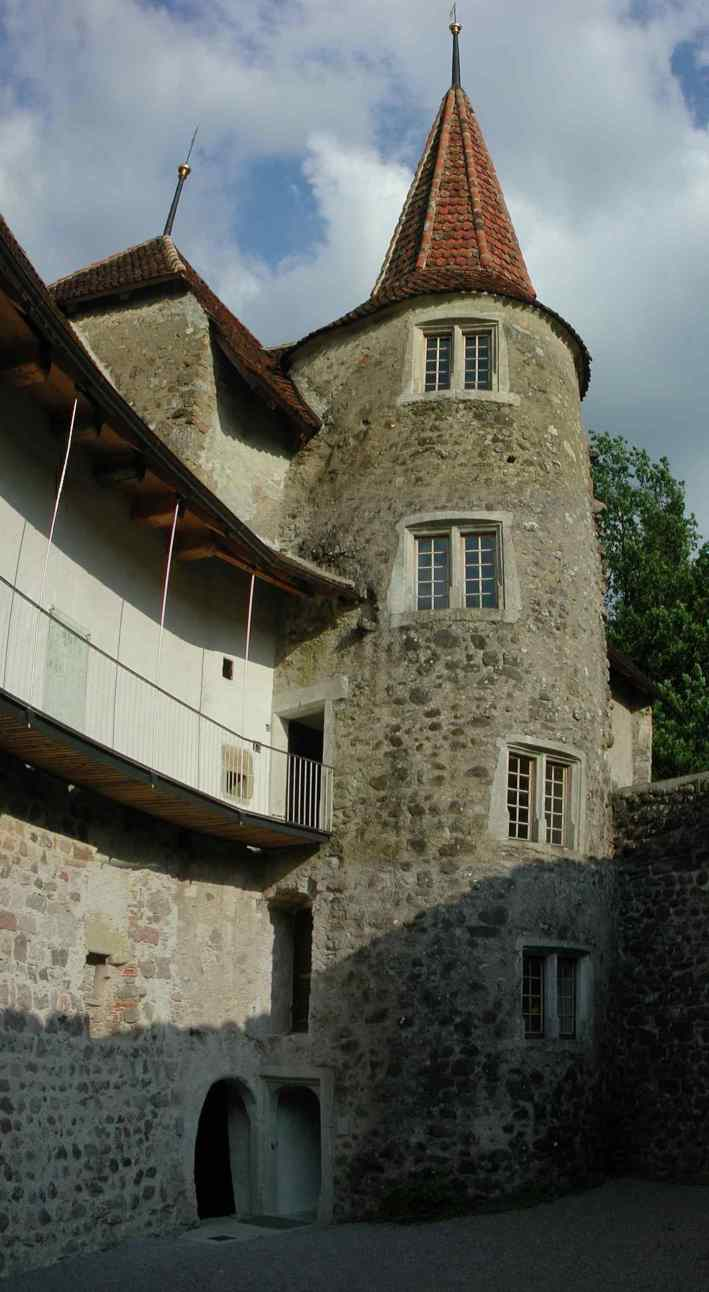
Försvarstorn med trappor.